# Harald Cramér
Carl Harald Cramér (Stoccolma, 25 settembre 1893 – Stoccolma, 5 ottobre 1985) è stato un matematico e statistico svedese.
Studiò tra l'altro la distribuzione  dei numeri primi ed è considerato fra i padri della moderna teoria delle grandi deviazioni.

## Biografia
Laureatosi all'Università di Stoccolma nel 1917, lavorò per qualche anno come attuario in una società di assicurazioni e, dal 1929 al 1958, tenne la cattedra di Statistica all'Università. Dal 1950 al 1958 ha presieduto l'Università di Stoccolma e dal 1958 al 1962 è stato cancelliere dell'intero sistema universitario svedese. Ha ricevuto lauree ad honorem ed altri attestati da parte di numerose università, fra le quali quelle di Copenhagen, Edimburgo e Princeton. Nel 1972 gli è stata conferita una medaglia dalla Royal Statistical Society di Londra.
Negli anni in cui lavorò per una società di assicurazioni, si interessò ai cosiddetti eventi rari, ovvero realizzazioni di processi stocastici molto lontane dalla loro media, regime in cui il teorema del limite centrale presenta delle limitazioni. Questo problema, lo avrebbe successivamente spinto a porre le basi della teoria oggi utilizzata per studiare questo tipo di eventi, chiamata teoria delle grandi deviazioni. Nel contesto della teoria delle probabilità ha anche fornito importanti contributi sui processi stocastici e sui processi stazionari, come il teorema della rappresentazione spettrale, pubblicato nel 1942, per il caso generale, nel 1961. Inoltre, ha svolto ampie ricerche in teoria analitica dei numeri.

### Opere
Fra le sue opere sono da ricordare:
- Random variables and probability theory, 1931
- Mathematical Methods of statistics, 1945
- Stationary and related stochastic processes, scritto in collaborazione con Leadbetter, 1967
- Structural and statistical problems for a class of stochastics processes, 1971